# Гнатов, Адам Казимирович
Адам Казимирович Гнатов (укр. Адам Гнатів; 9 сентября 1944, Львов — 20 июля 2023, Львов) — советский тяжелоатлет, чемпион СССР (1971), серебряный призёр чемпионата Европы (1972), многократный рекордсмен мира в наилегчайшем весе. Мастер спорта СССР международного класса (1969).

## Биография
Родился 9 сентября 1944 года во Львове в польской семье.
Начал заниматься тяжёлой атлетикой в 1961 году под руководством Даниила Зубкова.
В 1971 году выиграл чемпионат СССР, проходивший в рамках V летней Спартакиады народов СССР. По ходу этих соревнований установил новый мировой рекорд в жиме (115 кг). В 1972 году был включён в число участников чемпионата Европы в Констанце, где в борьбе с известным польским атлетом Зигмунтом Смальцежем завоевал серебряную медаль.
В 1978 году завершил свою спортивную карьеру. В дальнейшем занялся тренерской деятельностью. На протяжении многих лет работал в Львовской специализированной детско-юношеской спортивной школе олимпийского резерва N1.
Параллельно активно участвовал в ветеранских соревнованиях, в 1995 году был чемпионом Европы среди атлетов старше 50 лет.